# Championnat de Taïwan de football 2007
Navigation
Saison précédente Saison suivante
La saison 2007 du Championnat de Taïwan de football voit l'organisation simultanée de deux compétitions durant l'année. En effet, une nouvelle compétition, l' Intercity Football League, est mise en place et est disputée par des clubs représentant des villes ou des provinces. Elle doit devenir l'unique compétition nationale à partir de 2009. D'ici là, l'autre championnat, l'Entreprise Football League, est maintenu. C'est le vainqueur de l'EFL qui représente le Taipei chinois en Coupe du président de l'AFC. Les deux compétitions ne sont pas organisées en même temps, ce qui permet à un club de pouvoir prendre part aux deux championnats s'il le souhaite.

## Entreprise Football League
Le championnat est organisé du 13 janvier au 14 avril 2007.

### Les clubs participants
- Taiwan PCFC
- Tatung Football Club
- Chateau Kenting
- Fubon Financial FC

### Classement
Les quatre équipes engagées s'affrontent en matchs aller et retour. Le classement est établi sur le barème de points classique (victoire à 3 points, match nul à 1, défaite à 0). Pour départager les égalités, on tient d'abord compte des confrontations directes, de la différence de buts générale, puis du nombre de buts marqués.
| Rang | Équipe                | Pts | J | G | N | P | Bp | Bc | Diff |  | Résultats (▼ dom., ► ext.) | TPC | CKe | Fub | Tat |
| ---- | --------------------- | --- | - | - | - | - | -- | -- | ---- |  | -------------------------- | --- | --- | --- | --- |
| 1    | Taiwan PCFC           | 11  | 6 | 3 | 2 | 1 | 9  | 11 | -2   |  | Taiwan PCFC                |     | 1-1 | 0-5 | 2-1 |
| 2    | Château Kenting       | 10  | 6 | 2 | 4 | 0 | 12 | 8  | +4   |  | Château Kenting            | 2-2 |     | 2-1 | 2-1 |
| 3    | Fubon Financial FC    | 5   | 6 | 1 | 2 | 3 | 11 | 11 | 0    |  | Fubon Financial FC         | 2-3 | 1-1 |     | 1-1 |
| 4    | Tatung Football ClubT | 5   | 6 | 1 | 2 | 3 | 9  | 11 | -2   |  | Tatung Football ClubT      | 0-1 | 2-5 | 4-1 |     |

|  | Qualification pour la Coupe du président de l'AFC 2008 |
|  | T : Tenant du titre                                    |

## Intercity Football League
Le championnat est organisé du 1er septembre au 9 décembre 2007. Les sept clubs participants s'affrontent une fois puis les quatre premiers se qualifient pour la phase finale, jouée sous forme de rencontre à élimination directe.

### Les clubs participants
- Yilan County
- Taipei City (C'est le Tatung Football Club qui représente la ville de Taipei)
- Kaohsiung City
- Tainan City
- Taipei County
- Chiayi County
- Tainan County

### Classement
Le classement est établi sur le barème de points classique (victoire à 3 points, match nul à 1, défaite à 0). Pour départager les égalités, on tient d'abord compte des confrontations directes, de la différence de buts générale, puis du nombre de buts marqués.
Phase régulière :
| Rang | Équipe         | Pts | J | G | N | P | Bp | Bc | Diff |
| ---- | -------------- | --- | - | - | - | - | -- | -- | ---- |
| 1    | Taipei City    | 16  | 6 | 5 | 1 | 0 | 19 | 6  | +13  |
| 2    | Yilan County   | 11  | 6 | 3 | 2 | 1 | 13 | 7  | +6   |
| 3    | Tainan County  | 11  | 6 | 3 | 2 | 1 | 8  | 5  | +3   |
| 4    | Chiayi County  | 6   | 6 | 1 | 3 | 2 | 9  | 11 | -2   |
| 5    | Taipei County  | 5   | 6 | 1 | 2 | 3 | 10 | 11 | -1   |
| 6    | Tainan City    | 4   | 6 | 0 | 4 | 2 | 12 | 15 | -3   |
| 7    | Kaohsiung City | 3   | 6 | 1 | 0 | 5 | 8  | 24 | -16  |

|  | Qualification pour la phase finale |

Phase finale :
|  | Demi-finales    | Demi-finales    | Demi-finales    | Demi-finales    |                               |             | Finale          | Finale          | Finale          | Finale          |
|  |                 |                 |                 |                 |                               |             |                 |                 |                 |                 |
|  | 8 décembre 2007 | 8 décembre 2007 | 8 décembre 2007 | 8 décembre 2007 |                               |             | 9 décembre 2007 | 9 décembre 2007 | 9 décembre 2007 | 9 décembre 2007 |
|  | Taipei City     | Taipei City     | 4               | 4               |                               |             | 9 décembre 2007 | 9 décembre 2007 | 9 décembre 2007 | 9 décembre 2007 |
|  | Taipei City     | Taipei City     | 4               | 4               |                               |             | 9 décembre 2007 | 9 décembre 2007 | 9 décembre 2007 | 9 décembre 2007 |
|  | Chiayi County   | Chiayi County   | 0               | 0               |                               |             | 9 décembre 2007 | 9 décembre 2007 | 9 décembre 2007 | 9 décembre 2007 |
|  | Chiayi County   | Chiayi County   | 0               | 0               | Taipei City                   | Taipei City | 3               | 3               |                 |                 |
|  | 8 décembre 2007 |                 |                 |                 | Taipei City                   | Taipei City | 3               | 3               |                 |                 |
|  |                 |                 | Tainan County   | Tainan County   | 0                             | 0           |                 |                 |                 |                 |
|  | Yilan County    | Yilan County    | Tainan County   | Tainan County   | 0                             | 0           | 2               | 2               |                 |                 |
|  | Yilan County    | Yilan County    |                 |                 |                               |             |                 | 2               |                 |                 |
|  | Tainan County   | Tainan County   | 4               | 4               |                               |             |                 |                 |                 |                 |
|  | Tainan County   | Tainan County   | 4               | 4               | Match pour la troisième place |             |                 |                 |                 |                 |
|  |                 |                 |                 |                 |                               |             |                 |                 |                 |                 |
|  | 9 décembre 2007 |                 |                 |                 |                               |             |                 |                 |                 |                 |
|  | Yilan County    | Yilan County    | 3               | 3               |                               |             |                 |                 |                 |                 |
|  | Yilan County    | Yilan County    | 3               | 3               |                               |             |                 |                 |                 |                 |
|  | Chiayi County   | Chiayi County   | 2               | 2               |                               |             |                 |                 |                 |                 |
|  | Chiayi County   | Chiayi County   | 2               | 2               |                               |             |                 |                 |                 |                 |

## Bilan de la saison
| Championnat de Taïwan de football 2007      |                                                                                           |
| Champion                                    | Tatung Football Club (Intercity Football League) Taiwan PCFC (Entreprise Football League) |
| Qualifications continentales                |                                                                                           |
| Coupe du président de l'AFC 2008            | Taiwan PCFC                                                                               |
| Promotions et relégations                   |                                                                                           |
| Promus en Championnat de Taïwan de football | Aucun                                                                                     |
| Relégués                                    | Aucun                                                                                     |